# آنتونی سیمکو
 آنتونی سیمکو (به انگلیسی: Anthony Simcoe) (زاده ۷ ژوئن ۱۹۶۹) بازیگر استرالیایی است.
از فیلم‌های معروف او می‌توان به بازی در فیلم جزیره نیم اشاره کرد.